# 米勒里 (默尔特-摩泽尔省)
米勒里（法語：Millery）是法国默尔特-摩泽尔省的一个市镇，属于南锡区（Nancy）蓬阿穆松县（Pont-à-Mousson）。该市镇总面积7.48平方公里，2009年时的人口为624人。

## 人口
米勒里人口变化图示